# Amphineurus bickeli
Amphineurus bickeli är en tvåvingeart som beskrevs av Günther Theischinger 1996. Amphineurus bickeli ingår i släktet Amphineurus och familjen småharkrankar. Inga underarter finns listade i Catalogue of Life.